# König-Leopold-III.-Bucht
Die König-Leopold-III.-Bucht (französisch Baie Roi Léopold III) ist eine Bucht an der Prinzessin-Ragnhild-Küste des ostantarktischen Königin-Maud-Lands. Sie liegt im östlichen Abschnitt der Breidvika. 
Wissenschaftler einer von 1957 bis 1958 durchgeführten belgischen Antarktisexpedition landeten hier an und benannten die Bucht. Namensgeber ist der vormalige belgische König Leopold III., Schirmherr der Forschungsreise.